# Ligue des champions de tennis de table
La Ligue des champions est une compétition européenne de tennis de table opposant les grands clubs européens. Cette compétition européenne organisée par l'ETTU est lancée en 1999 et remplace la Coupe des Clubs Champions à partir de la saison 2001/2002. Elle est la compétition phare de l'Europe du tennis de table devant la Coupe de l'ETTU.
La compétition hommes voit le jour à la saison 1998/1999 tandis que la compétition dames n'apparaîtra qu'en 2005/2006. Confronté par la crise économique et en raison du trop faible nombre de participants (6 en 2009-2010), l'ETTU a décidé de suspendre la compétition féminine pour la saison 2010/2011.

## Organisation
Le système de qualification de la Ligue des champions a bien évolué depuis son apparition courant 1998/99. Entre 1999 et 2001, seulement huit équipes participaient à la Ligue des champions. Réparties dans deux groupes de quatre équipes, les deux clubs arrivés en tête de leurs groupes respectifs étaient directement qualifiés en finale. Formule qui, à l'époque, avait contribué au sacre inattendu du Caen TTC (1999).
Cette formule évolue en 2002 : huit équipes étaient qualifiés pour la phase de poules avec la même répartition. Cette fois-ci, ce sont les deux premiers de chaque poules qui se qualifiaient pour les demi-finales.
Pour la formule actuelle de la Ligue des champions, ce ne sont plus huit équipes qui participaient à la phase de poules mais seize équipes, réparties dans quatre groupes de quatre équipes. Les deux premiers de chaque groupe se qualifient toujours pour les quarts de finale de la phase finale. Cette formule active depuis 2006, constitue la dernière évolution en date du format de la Ligue des champions
Pour le format féminin, la formule a évolué en 2013 avec cette fois-ci la prise en compte des performances sportives de chaque joueuses pour la participation des équipes en phase de poules. De ce fait, Fenerbahçe, Tarnobrzeg et Metz  entre autres, ont été reversés dans la plus grande compétition européenne par équipes.
À cause de la pandémie de covid-19 en 2020, les coupes d'Europe de cette saison sont toutes annulées et entraîne une refonte temporaire des 4 compétitions pour la saison 2020-2021 en un format disputé sur une semaine dans une bulle sanitaire avec une phase de poule à 3 matchs par clubs et une seule rencontre en phase finale au lieu des 6 matchs et phase finale disputées traditionnellement en format aller-retour.
Lors de la saison 2020-2021 est instauré en cas de belle une manche en 6 points avec mort subite si égalité à 5-5 ainsi que le match en or en cas d'égalité dans une rencontre à élimination directe. Ce dernier se joue au meilleur de 3 parties d'un seul set. La finale masculine
2022-2023 voit le FC Sarrebruck remporter la Ligue des Champions au match en or (3-2, 2-3, 1-0).
En 2022, à la suite de l'invasion russe en Ukraine, l'ETTU suspend tous les clubs russes de ses compétitions. Ainsi, la demi-finale masculine 100% russe opposant Orenbourg et Ekaterinbourg est annulée et Dusseldorf est déclaré vainqueur contre Sarrebruck.

## Les palmarès

### Section masculine[3]
- match à domicile du vainqueur

| N° | Saison     | Clubs | Vainqueur                                                | Equipe championne                                                                                 | Finaliste                                                | Scores A/R                                               |
| -- | ---------- | ----- | -------------------------------------------------------- | ------------------------------------------------------------------------------------------------- | -------------------------------------------------------- | -------------------------------------------------------- |
| 27 | 2024-2025  | 24    | FC Sarrebruck (3/4)                                      | Patrick Franziska, Darko Jorgić, Truls Möregårdh, Yuto Muramatsu, Eduard Ionescu, Cedric Meissner | Borussia Düsseldorf (7/13)                               | 3-1                                                      |
| 26 | 2023-2024  | 24    | FC Sarrebruck (2/3)                                      | Patrick Franziska, Darko Jorgić, Yuto Muramatsu, Cedric Nuytinck, Cedric Meissner, Eduard Ionescu | Borussia Düsseldorf (7/12)                               | 3-2                                                      |
| 25 | 2022-2023  | 12    | FC Sarrebruck (1/2)                                      | Patrick Franziska, Darko Jorgić, Takuya Jin, Cedric Nuytinck, Tomaš Polansky                      | Borussia Düsseldorf (7/11)                               | 3-2, 2-3, 1-0                                            |
| 24 | 2021-2022, | 16    | Borussia Düsseldorf (7/10)                               | Timo Boll, Anton Källberg, Kristian Karlsson, Dang Qiu                                            | forfait                                                  | -                                                        |
| 23 | 2020-2021  | 16    | Borussia Düsseldorf (6/9)                                | Timo Boll, Anton Källberg, Kristian Karlsson                                                      | FC Sarrebruck (0/1)                                      | 3-1                                                      |
| 22 | 2019-2020  | 16    | Compétition inachevée pour cause de pandémie de Covid-19 | Compétition inachevée pour cause de pandémie de Covid-19                                          | Compétition inachevée pour cause de pandémie de Covid-19 | Compétition inachevée pour cause de pandémie de Covid-19 |
| 21 | 2018-2019  | 16    | TTC Gazprom Orenbourg (5/8)                              | Dimitrij Ovtcharov, Vladimir Samsonov, Yan An, Marcos Freitas                                     | UMMC Ekaterinbourg (0/2)                                 | 3-2, 3-2                                                 |
| 20 | 2017-2018  | 16    | Borussia Düsseldorf (5/8)                                | Timo Boll, Anton Källberg, Kristian Karlsson, Stefan Fegerl                                       | TTC Gazprom Orenbourg (4/7)                              | 3-2, 3-1                                                 |
| 19 | 2016-2017  | 16    | TTC Gazprom Orenbourg (4/6)                              | Dimitrij Ovtcharov, Vladimir Samsonov, Jun Mizutani, Alekseï Smirnov                              | Borussia Düsseldorf (4/7)                                | 3-0, 3-2*                                                |
| 18 | 2015-2016  | 16    | AS Pontoise-Cergy TT (2/2)                               | Kristian Karlsson, Marcos Freitas, Tristan Flore, Wang Jian Jun                                   | Eslövs AI (0/1)                                          | 1-3, 3-1* (15-14 sets)                                   |
| 17 | 2014-2015  | 16    | TTC Gazprom Orenbourg (3/5)                              | Dimitrij Ovtcharov, Vladimir Samsonov, Alekseï Smirnov                                            | Borussia Düsseldorf (4/6)                                | 1-3, 3-0                                                 |
| 16 | 2013-2014  | 13    | AS Pontoise-Cergy TT (1/1)                               | Wang Jian Jun, Kristian Karlsson, Marcos Freitas, Tristan Flore                                   | TTC Gazprom Orenbourg (2/4)                              | 3-1, 1-3 (18-16 sets)                                    |
| 15 | 2012-2013  | 12    | TTC Gazprom Orenbourg (2/3)                              | Dimitrij Ovtcharov, Vladimir Samsonov, Alekseï Smirnov                                            | Chartres ASTT (0/1)                                      | 3-1, 1-3 (315-311 pts)                                   |
| 14 | 2011-2012  | 16    | TTC Gazprom Orenbourg (1/2)                              | Dimitrij Ovtcharov, Vladimir Samsonov, Alekseï Smirnov                                            | UMMC Ekaterinbourg (0/1)                                 | 3-0, 3-2                                                 |
| 13 | 2010-2011  | 14    | Borussia Düsseldorf (4/5)                                | Timo Boll, Christian Süss, Patrick Baum                                                           | TTC Gazprom Orenbourg (0/1)                              | 3-0, 1-3                                                 |
| 12 | 2009-2010  | 16    | Borussia Düsseldorf (3/4)                                | Timo Boll, Christian Süss, Seiya Kishikawa                                                        | Royal Villette Charleroi (5/9)                           | 1-3, 3-0                                                 |
| 11 | 2008-2009  | 16    | Borussia Düsseldorf (2/3)                                | Timo Boll, Christian Süss, Dimitrij Ovtcharov                                                     | TTF Liebherr Ochsenhausen (0/1)                          | 2-3, 3-0                                                 |
| 10 | 2007-2008  | 16    | SVS Niederösterreich (1/5)                               | Ryu Seung Min, Werner Schlager, Chen Weixing                                                      | Royal Villette Charleroi (5/8)                           | 3-0, 3-2                                                 |
| 9  | 2006-2007  | 16    | Royal Villette Charleroi (5/7)                           | Li Ching, Vladimir Samsonov, Jean-Michel Saive                                                    | SVS Niederösterreich (0/4)                               | 3-1, 3-2                                                 |
| 8  | 2005-2006  | 16    | TTV Re-Bau Gönnern (2/2)                                 | Timo Boll, Jörg Roßkopf, Slobodan Grujic                                                          | Royal Villette Charleroi (4/6)                           | 2-3, 3-1                                                 |
| 7  | 2004-2005  | 8     | TTV Re-Bau Gönnern (1/1)                                 | Timo Boll, Jörg Roßkopf, Slobodan Grujic                                                          | Royal Villette Charleroi (4/5)                           | 1-3, 3-1 (18-13 sets)                                    |
| 6  | 2003-2004  | 8     | Royal Villette Charleroi (4/4)                           | Jean-Michel Saive, Vladimir Samsonov, Patrick Chila                                               | TTC Zugbrücke Grenzau (0/2)                              | 3-1, 3-1                                                 |
| 5  | 2002-2003  | 8     | Royal Villette Charleroi (3/3)                           | Vladimir Samsonov, Jean-Michel Saive, Patrick Chila                                               | TTC Zugbrücke Grenzau (0/1)                              | 3-1, 3-2                                                 |
| 4  | 2001-2002  | 8     | Royal Villette Charleroi (2/2)                           | Vladimir Samsonov, Jean-Michel Saive, Zoran Primorac                                              | SVS Niederösterreich (0/3)                               | 3-2, 3-1                                                 |
| 3  | 2000-2001  | 10    | Royal Villette Charleroi (1/1)                           | Vladimir Samsonov, Jean-Michel Saive, J. Huang                                                    | SVS Niederösterreich (0/2)                               | 3-0, 3-2                                                 |
| 2  | 1999-2000  | 8     | Borussia Düsseldorf (1/2)                                | Vladimir Samsonov, Jörg Roßkopf, Koji Matsushita, Martin Monrad, Michael Maze                     | SVS Niederösterreich (0/1)                               | 3-0, 3-0                                                 |
| 1  | 1998-1999  | 8     | Caen TTC (1/1)                                           | Damien Eloi, Eric Varin, Peter Franz, Kim Taek-soo                                                | Borussia Düsseldorf (0/1)                                | 3-4, 4-3 (20-18 sets)                                    |

### Section féminine[24]
- = match à domicile du vainqueur

| N° | Saison    | Clubs                                                     | Vainqueur                                                                    | Equipe championne                                                                                     | Finaliste                                                                    | Scores A/R                                                                   |
| -- | --------- | --------------------------------------------------------- | ---------------------------------------------------------------------------- | --- | ---------------------------------------------------------------------------- | ---------------------------------------------------------------------------- |
| 19 | 2024-2025 | 18                                                        | TTC Berlin Eastside (6/7)                                                    | Xiaona Shan, Sabina Surjan, Mia Grisel, Nina Mittelham, He Zhuojia, Sun Mingyang et Josephina Neumann | Metz TT (0/2)                                                                | 3-1/2-3                                                                      |
| 18 | 2023-2024 | 12                                                        | KTS Tarnobrzeg (4/6)                                                         | Fu Yu, Xiaoxin Yang, Elizabeta Samara et Han Ying                                                     | ASRTT Étival-Raon (0/1)                                                      | 3-2*/3-1                                                                     |
| 17 | 2022-2023 | 12                                                        | KTS Tarnobrzeg (3/5)                                                         | Fu Yu, Xiaoxin Yang, Elizabeta Samara et Han Ying                                                     | Metz TT (0/1)                                                                | 3-0, 3-0                                                                     |
| 16 | 2021-2022 | 12                                                        | KTS Tarnobrzeg (2/4)                                                         | Fu Yu, Xiaoxin Yang, Elizabeta Samara et Han Ying                                                     | TTC Berlin Eastside (5/6)                                                    | 3-2*, 3-2                                                                    |
| 15 | 2020-2021 | 12                                                        | TTC Berlin Eastside (5/5)                                                    | Xiaona Shan, Nina Mittelham, Britt Eerland et de Jessica Göbel                                        | Linz AG Froschberg (2/5)                                                     | 3-2                                                                          |
| 14 | 2019-2020 | 12                                                        | Edition arrêtée définitivement par l'ETTU pour cause de pandémie de Covid-19 | Edition arrêtée définitivement par l'ETTU pour cause de pandémie de Covid-19                          | Edition arrêtée définitivement par l'ETTU pour cause de pandémie de Covid-19 | Edition arrêtée définitivement par l'ETTU pour cause de pandémie de Covid-19 |
| 13 | 2018-2019 | 12                                                        | KTS Tarnobrzeg (1/3)                                                         | | Dr. Casl Zagreb (1/2)                                                        | 3-2, 3-2                                                                     |
| 12 | 2017-2018 | 12                                                        | Dr. Casl Zagreb (1/1)                                                        | | Bursa BB (0/1)                                                               | 3-2, 3-0                                                                     |
| 11 | 2016-2017 | 12                                                        | TTC Berlin Eastside (4/4)                                                    | | KTS Tarnobrzeg (0/2)                                                         | 2-3, 3-1*                                                                    |
| 10 | 2015-2016 | 12                                                        | TTC Berlin Eastside (3/3)                                                    | | KTS Tarnobrzeg (0/1)                                                         | 3-2, 3-0*                                                                    |
| 9  | 2014-2015 | 8                                                         | Fenerbahçe SK (1/2)                                                          | | Linz AG Froschberg (2/4)                                                     | 3-2, 3-1                                                                     |
| 8  | 2013-2014 | 8                                                         | TTC Berlin Eastside (2/2)                                                    | | Fenerbahçe SK (0/1)                                                          | 3-2, 3-0                                                                     |
| 7  | 2012-2013 | 7                                                         | Linz AG Froschberg (2/3)                                                     | | Budaörsi SC (0/1)                                                            | 3-1, 3-2                                                                     |
| 6  | 2011-2012 | 6                                                         | TTC Berlin Eastside (1/1)                                                    | | SVS Strock (0/1)                                                             | 3-2, 2-3 (19-18 sets)                                                        |
| -  | 2010-2011 | Édition annulée par l'ETTU pour cause de crise économique | Édition annulée par l'ETTU pour cause de crise économique                    | Édition annulée par l'ETTU pour cause de crise économique                                             | Édition annulée par l'ETTU pour cause de crise économique                    | Édition annulée par l'ETTU pour cause de crise économique                    |
| 5  | 2009-2010 | 6                                                         | Li-Ning/Infinity Heerlen (2/3)                                               | | Linz AG Froschberg (1/2)                                                     | 3-1, 3-0                                                                     |
| 4  | 2008-2009 | ?                                                         | Linz AG Froschberg (1/1)                                                     | | FSV Kroppach (0/2)                                                           | 2-3, 3-1                                                                     |
| 3  | 2007-2008 | 8                                                         | MF Services Heerlen (1/2)                                                    | | FSV Kroppach (0/1)                                                           | 3-1, forfait                                                                 |
| 2  | 2006-2007 | 8                                                         | TT Castel Goffredo (2/2)                                                     | | MF Services Heerlen (0/1)                                                    | 3-2, 3-2                                                                     |
| 1  | 2005-2006 | 8                                                         | TT Castel Goffredo (1/1)                                                     | | Müllermilch Langweid (0/1)                                                   | 3-2, 3-2                                                                     |

## Les tableaux d'honneur
- En vert : participent à la Ligue des Champions cette saison

### Par équipes

#### Section masculine
| Rang | Club                      | Titres | Premier-Dernier | Finale(s) perdue(s) | Première-Dernière | Finale(s) disputée(s) |
| 1    | Borussia Düsseldorf       | 7      | 2000-2022       | 6                   | 1999-2025         | 13                    |
| 2    | Royal Villette Charleroi  | 5      | 2001-2007       | 4                   | 2005-2010         | 9                     |
| 3    | TTC Gazprom Orenbourg     | 5      | 2012-2019       | 3                   | 2011-2018         | 8                     |
| 4    | FC Sarrebruck             | 3      | 2023-2025       | 1                   | 2021-2022         | 4                     |
| 5    | AS Pontoise-Cergy TT      | 2      | 2014-2016       | 0                   | -                 | 2                     |
| 6    | TTV Re-Bau Gönnern        | 2      | 2005-2006       | 0                   | -                 | 2                     |
| 7    | SVS Niederösterreich      | 1      | 2008            | 4                   | 2000-2007         | 5                     |
| 8    | Caen TTC                  | 1      | 1999            | 0                   | -                 | 1                     |
| 9    | TTSC UMMC Ekaterinbourg   | 0      | -               | 2                   | 2012-2019         | 2                     |
| 10   | TTC Zugbrücke Grenzau     | 0      | -               | 2                   | 2003-2004         | 2                     |
| 11   | Eslövs AI                 | 0      | -               | 1                   | 2016              | 1                     |
| 12   | Chartres ASTT             | 0      | -               | 1                   | 2013              | 1                     |
| 13   | TTF Liebherr Ochsenhausen | 0      | -               | 1                   | 2009              | 1                     |

#### Section féminine
| Rang | Club                           | Titres | Premier-Dernier | Finale(s) perdue(s) | Première-Dernière | Finale(s) disputée(s) |
| 1    | TTC Berlin Eastside            | 6      | 2012-2025       | 1                   | 2022              | 6                     |
| 2    | KTS Zamek Tarnobrzeg           | 4      | 2019-2024       | 2                   | 2016-2017         | 6                     |
| 3    | Linz AG Froschberg             | 2      | 2009-2013       | 3                   | 2010-2021         | 5                     |
| 4    | Heerlen                        | 2      | 2008-2010       | 1                   | 2007              | 3                     |
| 5    | Sterilgarda TT Castel Goffredo | 2      | 2006-2007       | 0                   | -                 | 2                     |
| 6    | Dr. Casl Zagreb                | 1      | 2018            | 1                   | 2019              | 2                     |
| 7    | Fenerbahçe SK                  | 1      | 2015            | 1                   | 2014              | 2                     |
| 8    | Metz TT                        | 0      | -               | 2                   | 2023-2025         | 2                     |
| 9    | FSV Kroppach                   | 0      | -               | 2                   | 2008-2009         | 2                     |
| 10   | ASRTT Étival-Raon              | 0      | -               | 1                   | 2024              | 1                     |
| 11   | Bursa BB                       | 0      | -               | 1                   | 2018              | 1                     |
| 12   | Budaörsi SC                    | 0      | -               | 1                   | 2013              | 1                     |
| 13   | SVS Strock                     | 0      | -               | 1                   | 2012              | 1                     |
| 14   | Müllermilch Langweid           | 0      | -               | 1                   | 2006              | 1                     |

### Par joueurs
| Rang | Joueur             | Ligue des champions | Coupe des Clubs Champions | Premier-Dernier |
| 1    | Vladimir Samsonov  | 11                  | 2                         | 2000-2019       |
| 2    | Timo Boll          | 8                   | 0                         | 2005-2022       |
| 3    | Dimitrij Ovtcharov | 6                   | 0                         | 2009-2019       |
| 4    | Kristian Karlsson  | 5                   | 0                         | 2014-2022       |
| 5    | Jean-Michel Saive  | 4                   | 2                         |                 |
| 6    | Alekseï Smirnov    | 4                   | 0                         | 2012-2017       |

## Participations
- Le SVS Niederösterreich  est le seul club à avoir participé aux 16 premières éditions de la Ligue des champions masculine. Jusqu'en 2013, le Royal Villette Charleroi  partageait ce record avec les Autrichiens.
- Chez les femmes, le Linz AG Froschberg  est la seule équipe à avoir participé aux sept éditions de la Ligue des championnes. À noter que les quatre vainqueurs de la WECL trustent les quatre premières places au classement des participations
- Le Sterilgarda TT Castel Goffredo  et le STK Dr. Casl Zagreb  sont les seuls clubs en Europe à avoir vu leurs deux équipes fanions (Hommes et Femmes) en Ligue des champions. Le club italien présente de plus un très bon bilan puisque sa section féminine a remporté les deux premières éditions de l'ECL tandis que les hommes se sont inclinés en 2010 en demi-finales contre le Borussia Dusseldorf.

## Coupes d'Europe
- ETTU Cup
- TT Intercup
- Europe Trophy
- Ancienne Coupe des Clubs Champions

## Note
- (*/*) Nombre de finale(s) gagnée(s)/Nombre de finale(s) disputée(s)
- Scores : Match Aller, Match Retour (Nombre des sets remportés par les deux équipes en cas d'égalité aux points)